# Steve Urkel
Steven Quincy Urkel eller Steve Urkel är en rollfigur från TV-serien Räkna med bråk, där han spelades av Jaleel White. Han är seriens mest uppmärksammade person med sina uppfinningar, misstag och sina misslyckade försök att uppvakta familjen Winslows dotter. Steve Urkel framstår som en tönt med korta byxor som är uppdragna i skrevet, tillhörande hängslen, stora glasögon och en nasal röst. Fritiden lägger han på forskning.
Steve Urkel har också varit med i ett par avsnitt av komediserierna Lugn i stormen och Huset fullt.
Steve Urkel var ursprungligen tänkt som en gästroll för ett avsnitt, men rollfiguren blev så populär att han direkt fick en permanent plats i serien.
Under alla år som inspelningarna pågick förbjöds Jaleel White att styrketräna.